# Pinien-Prozessionsspinner

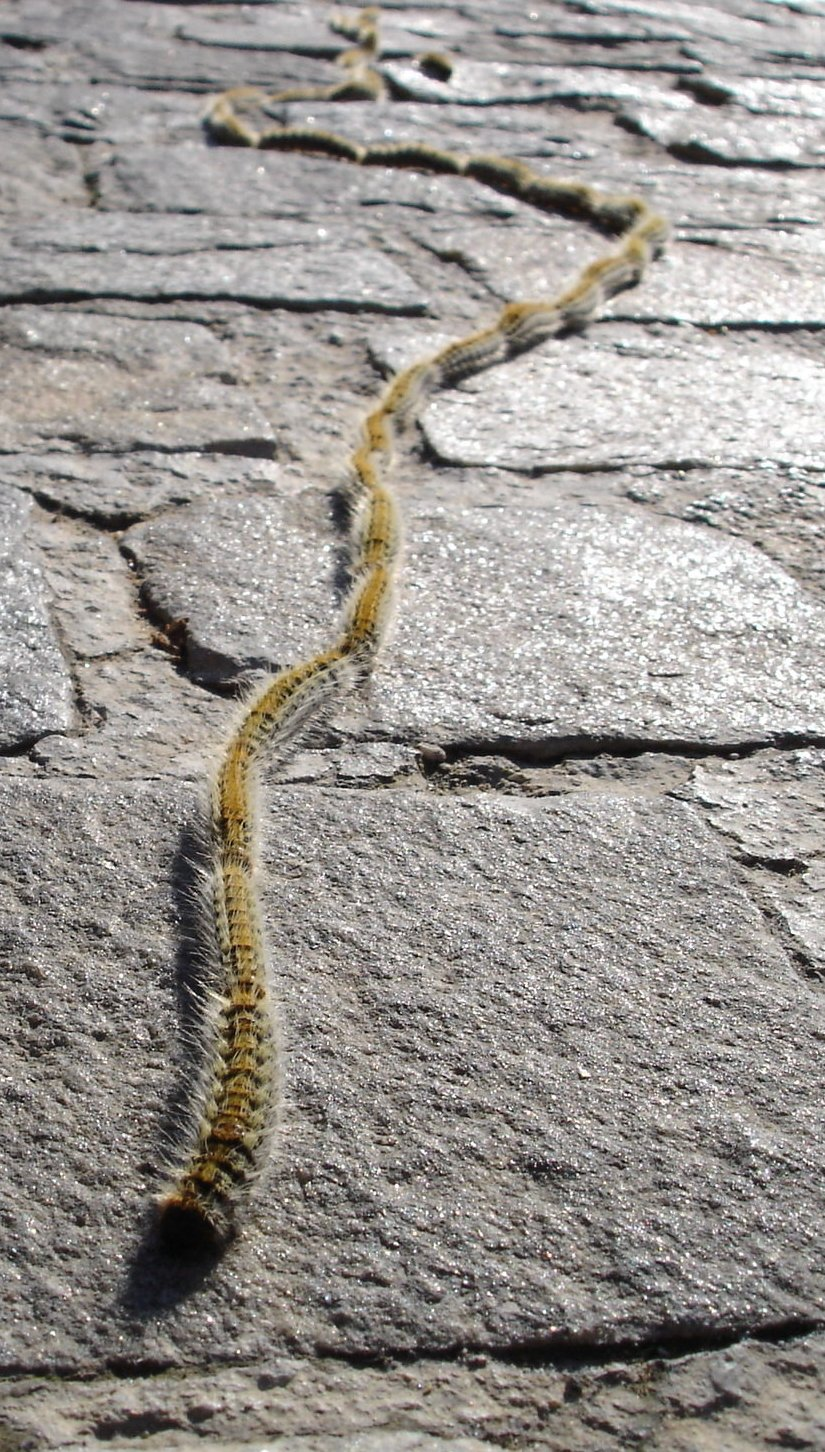
Raupen in Prozession

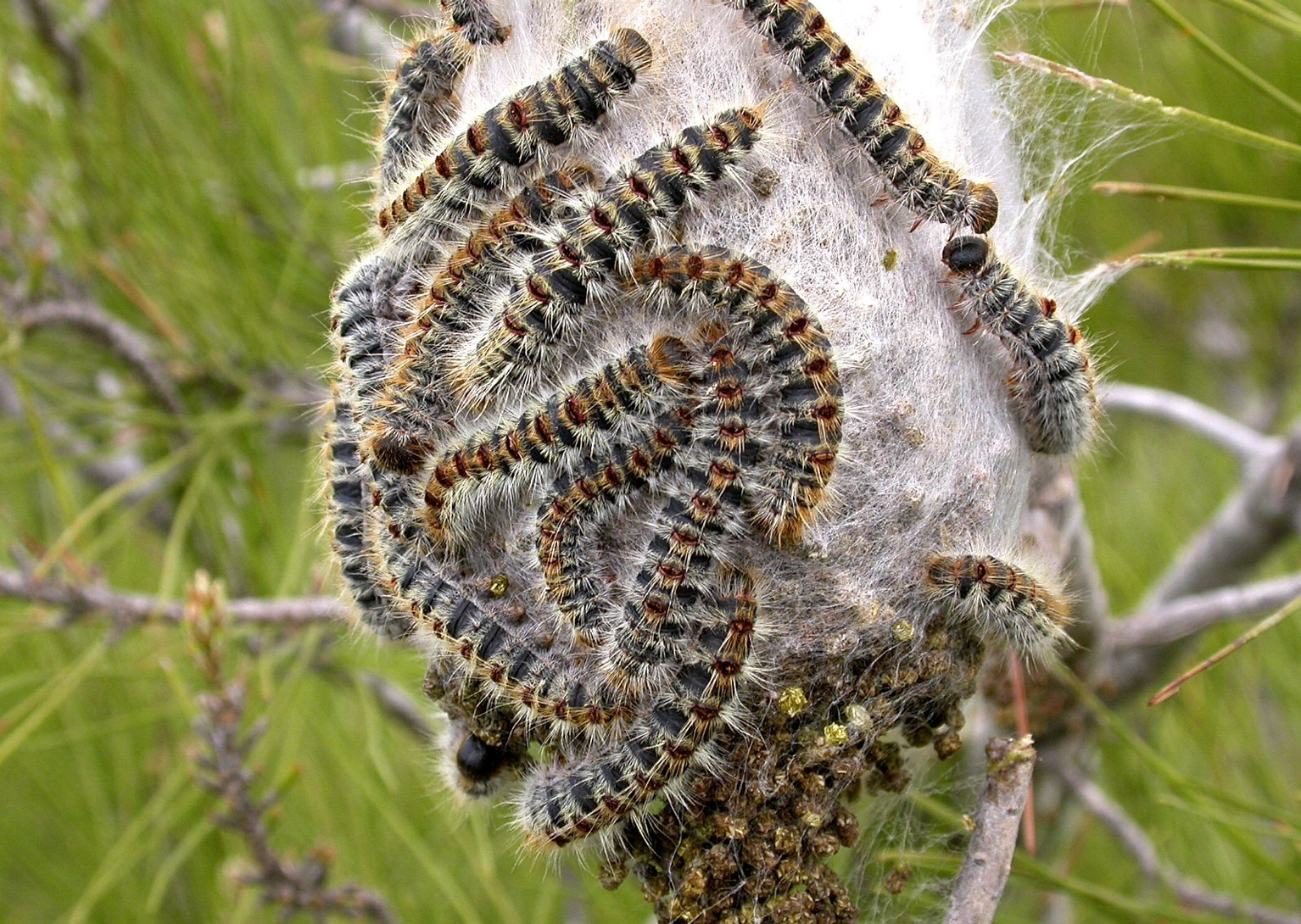
Raupen auf ihrem Gespinst

Der Pinien-Prozessionsspinner (Thaumetopoea pityocampa, Syn.: Traumatocampa pityocampa) ist ein Schmetterling (Nachtfalter) aus der Familie der Zahnspinner (Notodontidae). Die Art wurde von Michael Denis und Ignaz Schiffermüller 1775 als Bombyx pityocampa erstbeschrieben. Wie auch bei den anderen Prozessionsspinnern haben die Raupen nesselnde Brennhaare, die Raupendermatitis auslösen können. Die Art tritt vor allem im Mittelmeerraum auf und ist dort häufig und an allen auftretenden Kiefernarten nachgewiesen. Die für die Unterfamilie typischen Raupenprozessionen bestehen bei dieser Art nur aus verhältnismäßig wenigen Tieren. 

## Merkmale

### Falter
Die Falter haben eine Flügelspannweite von 29 bis 35 Millimetern (Männchen) bzw. 28 bis 40 Millimetern (Weibchen). Ihre Färbung ist sehr variabel. Die Vorderflügel sind normalerweise weiß- bis blaugrau und tragen mittig eine dunkler gefärbte, graubraune Binde, die beidseits durch schmale, dunkelbraune Querbinden begrenzt ist. Eine Basallinie ist nur schwach ausgebildet. Die beiden Querbinden verlaufen nahezu parallel, die weiter außen gelegene ist weniger gezackt als die innere. Zwischen ihnen befindet sich nahe dem Flügelvorderrand ein halbmondförmiger, dunkelbrauner Diskozellularfleck. Die Hinterflügel sind komplett weiß und haben keine Querbinde, lediglich der Innenwinkel trägt einen schwarzen Fleck. Abweichend davon gibt es auch dunkel gefärbte Tiere und solche, denen der dunkle Fleck auf den Hinterflügeln fehlt und die stattdessen stark gezeichnete Querbinden aufweisen. Die Weibchen unterscheiden sich von den Männchen durch meist schwächer ausgebildete Querbinden und kurz bewimperte anstelle von gefiederten Fühlern. Kopf und Thorax sind beim Männchen schwarzbraun, beim Weibchen hell graubraun, bei beiden Geschlechtern ist der Hinterleib rotbraun.
Pinien-Prozessionsspinner sind etwas größer als die ähnlichen Eichen- und Kiefern-Prozessionsspinner, insbesondere die Weibchen sind jedoch mit denen des Kiefern-Prozessionsspinners leicht zu verwechseln. Unterscheiden kann man den Pinien-Prozessionsspinner von letzterem durch einen weiß statt schwarz gefleckten, gefransten Saum an den Hinterflügeln, durch nahezu parallele statt in Richtung Flügelinnenrand einander nähernde Querbinden auf den Vorderflügeln und durch das Fehlen der rotbraunen bzw. gelblichen Streuschuppen. Auch Traumatocampa bonjeani sieht der Art sehr ähnlich, die Fransen des Saums auf den Hinterflügeln sind bei dieser Art jedoch dunkelbraun gefleckt und die Querbinden auf den Vorderflügeln treten nicht so kräftig in Erscheinung.

### Raupen
Die Raupen erreichen eine Körperlänge von bis zu 50 Millimetern. Sie sind oberseits blauschwarz und tragen am Rücken eines jeden Segments einen gelben bis rostroten Querwulst. Unterseits sind die Tiere weißlich bis hellgrau. Die Körperseiten sind lang weißlich behaart.

## Verbreitung
Die Tiere kommen hauptsächlich im Mittelmeerraum und in Vorderasien vor. Nach Norden reicht die Verbreitung aber auch bis zu den Pyrenäen, nach Südfrankreich, in die Schweiz, Südtirol, Niederösterreich, Ungarn, in die Länder des nördlichen Balkans und bis zur Nordküste des Schwarzen Meeres. Von einigen Autoren, wie etwa de Freina (1987) wird eine Verbreitung auch für den Südwesten Deutschlands angegeben, nach Ebert kann es sich jedoch dabei nur um Falschmeldungen bzw. dubiose Einzelfunde handeln, da ansonsten kein gesicherter Nachweis für diese Region vorliegt.

## Lebensraum
Der Pinien-Prozessionsspinner ist sehr wärmebedürftig und besiedelt warme, trockene Kiefernwälder, wo er etwa im Mittelmeerraum nahe der Meeresküste häufig anzutreffen ist, schottrige Täler mit erhöhter Luftfeuchtigkeit, felsiges Gelände und sonnenexponierte Bachtäler. In den Alpen ist die Art mit ihren Nahrungspflanzen bis in etwa 1200 Meter Seehöhe nachgewiesen, Falter wurden jedoch bis in Höhen von 2100 Meter nachgewiesen.

## Lebensweise

### Flug- und Raupenzeiten
Die Falter fliegen in einer Generation von Mitte Mai bis August, wobei der Höhepunkt im Juli liegt. Die Imagines sind nachtaktiv. Die Raupen sind nach der Überwinterung etwa ab Mitte April verpuppungsbereit.

### Nahrung der Raupen
Die Raupen ernähren sich hauptsächlich von Kiefern (Pinus). Sie sind im Mittelmeerraum an allen vorkommenden Kiefernarten nachgewiesen und zwar an der Pinie (Pinus pinea), Aleppo-Kiefer (Pinus halepensis), Schwarzkiefer (Pinus nigra) und See-Kiefer (Pinus pinaster). Im Norden des Verbreitungsgebietes findet man die Raupen meistens an Waldkiefer (Pinus sylvestris), selten auch an Europäischer Lärche (Larix decidua).

## Entwicklung

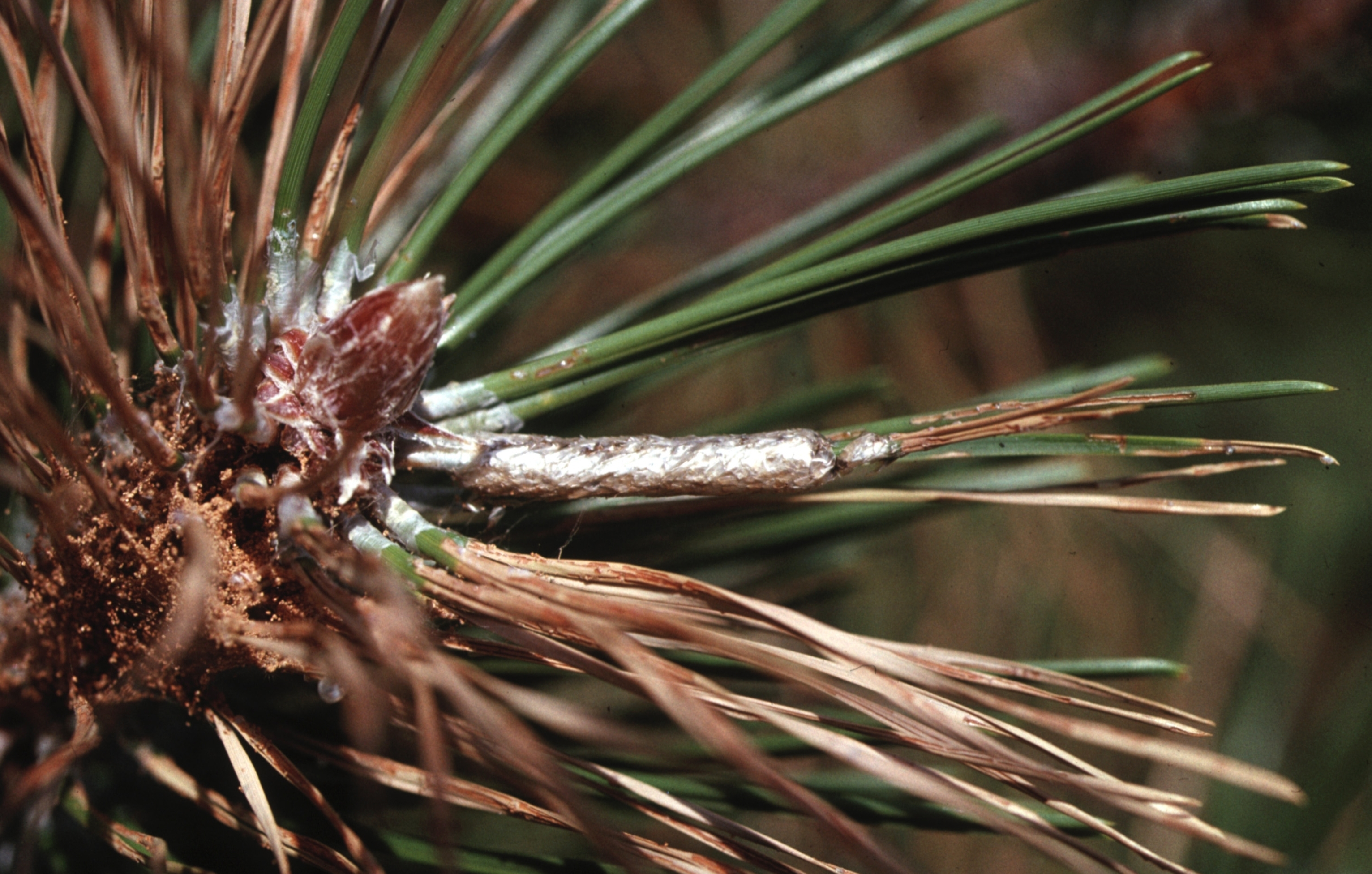
Gelege an einer Kiefer

Die Weibchen legen ihre Eier in Gelegen zu 100 bis 250 Stück in den Wipfeln der Nahrungspflanzen ab. Die Gelege werden in der Regel um ein Nadelpaar, seltener um einzelne Nadeln herum kolbenförmig angelegt und mit Afterwolle schuppig abgedeckt. Im Vergleich zum Kiefern-Prozessionsspinner sind die Gelege jedoch dicker angelegt und haben eine hellere Färbung. Die Raupen legen in den äußeren Zweigen der Pflanzen gemeinschaftliche Gespinste an. Diese sind pyramidenförmig und erreichen eine Ausdehnung von bis zu 30 Zentimetern. Die Raupen sind nachtaktiv und fressen verteilt in kleinen Gruppen auf den Zweigen. In der Morgendämmerung kehren sie in das Gespinst zurück. Die Überwinterung findet in den Gespinsten statt, die Entwicklung wird erst im darauf folgenden Frühjahr beendet. Zur Verpuppung wandern die Raupen in für die Unterfamilie typischen Prozessionen hintereinander gekettet. Die Ketten umfassen jedoch meist nur 5 bis 30 Individuen. Die Verpuppung findet schließlich im Erdboden in einem braun gefärbten Kokon statt. Die Raupen können sich 5 bis 20 Zentimeter tief eingraben.

## Taxonomie
Aus Marokko, Algerien, Tunesien und Libyen ist neben der Nominatunterart die Unterart Traumatocampa pityocampa orana (Staudinger & Rebel, 1901) beschrieben, die im Mittleren Atlas bis etwa 2000 Meter Höhe vorkommt. Die Falter haben eine hellere graue Grundfarbe und blasser gefärbte Vorderflügel, wodurch die beiden Querbinden stark hervortreten. Den Hinterflügeln fehlen die schwarzen Punkte am Saum. Die Falter dieser Unterart treten von April bis August auf.

## Spezialisierte Feinde
Die Eier des Pinien-Prozessionsspinners werden von Erzwespen wie Tetrastichus sevardeii, Oencyrtus pityocampae und Trichogramma evanescens parasitiert. An den Raupen und Puppen sind Raupenfliegen wie Phryxe caudata, Compsillura concinnata, Exorista larvarum, der Wollschweber Villa brunnea, diverse Schlupfwespen wie Erigorgus femorator oder die Brackwespe Meteorus versicolor als Parasitoide nachgewiesen.
Durch die Brennhaare gut geschützt haben die Raupen nur wenige Fressfeinde. Nachgewiesen sind Vögel wie verschiedene Meisen, Kuckuck, Häherkuckuck, Wiedehopf, der Gartenschläfer, aber auch mehrere Ameisenarten (Formica spp.) oder die Schwebfliege Xanthandrus comtus. Langschnäbelige Vögel wie der Wiedehopf können die Puppen ausgraben und die Puppenhülle entfernen.

## Gefährdung
Die Art tritt in Südeuropa häufig und weit verbreitet auf. Im südlichen Mitteleuropa tritt sie normalerweise nur vereinzelt auf, weswegen sie nicht in den Roten Liste gefährdeter Arten in Mitteleuropa erfasst ist.

## Schadwirkung

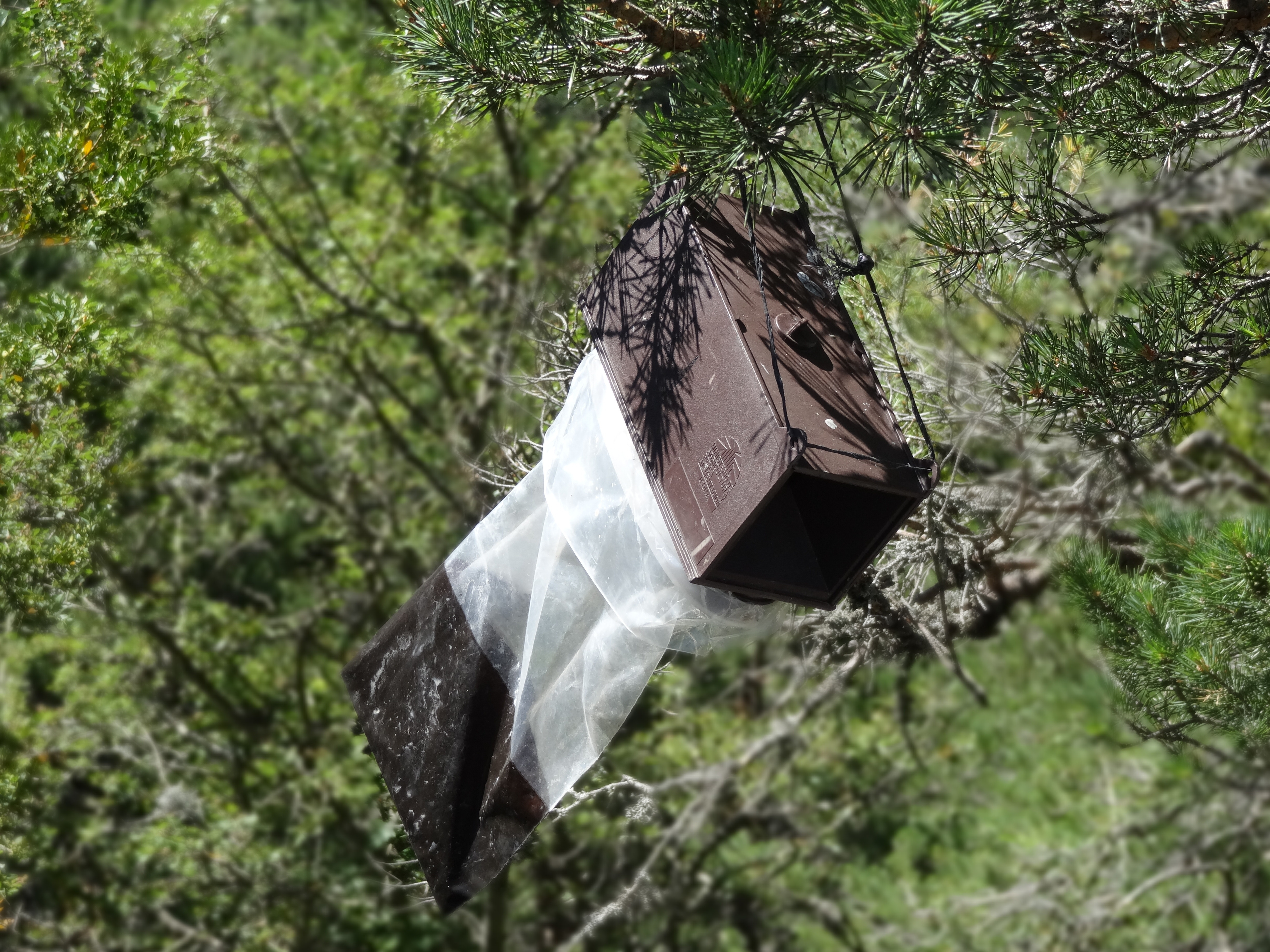
Pheromonfalle zum Nachweis von Pinien-Prozessionsspinnern an einer Pinie in Navarra.

Der Pinien-Prozessionsspinner ist der bedeutendste Schädling an Kiefern im Mittelmeerraum. In Spanien wurde an den dort seltenen Waldkiefernwäldern untersucht, welche Auswirkungen der Fraß der Raupen bei den Bäumen verursacht. Bei jungen Kiefern hatte der Fraß an den Nadeln nachteilige Folgen für die darauffolgende Wachstumssaison und reduzierte das Wachstum um mehr als die Hälfte. Bei älteren Bäumen, deren Nadeln zu mehr als der Hälfte gefressen wurden, war das Wachstum der Zapfen in der darauffolgenden Wachstumssaison stark reduziert. Es wurden im Durchschnitt nur halb so große Zapfen ausgebildet, die fast 40 % leichtere Samen trugen. Zudem starben zwei (ca. 6 %) der 34 Versuchsbäume auf Grund des Befalls. Es kann deshalb vermutet werden, dass der Pinien-Prozessionsspinner zu Veränderungen in sensiblen Lebensräumen führt, in denen die Ausbreitung der Art durch die globale Erwärmung begünstigt wird.